# Chanteloup-en-Brie
Chanteloup-en-Brie ist eine französische Gemeinde mit 4166 Einwohnern (Stand 1. Januar 2022) im Département Seine-et-Marne in der Region Île-de-France. Sie gehört zum Arrondissement Torcy, zum Kanton Lagny-sur-Marne und zur Ville nouvelle Marne-la-Vallée. Die Einwohner werden Chanteloupiens genannt.

## Geographie
Chanteloup-en-Brie liegt östlich von Paris und umfasst eine Fläche von 313 Hektar. 
Nachbargemeinden sind:
- Montévrain im Norden und Osten,
- Jossigny im Süden,
- Bussy-Saint-Georges im Südwesten,
- Conches-sur-Gondoire im Westen und
- Lagny-sur-Marne im Nordwesten.

## Bevölkerungsentwicklung
| Jahr      | 1962 | 1968 | 1975 | 1982 | 1990 | 1999 | 2006 | 2011 | 2016 |
| Einwohner | 266  | 384  | 414  | 463  | 1222 | 1780 | 1860 | 2403 | 3811 |

In den nächsten Jahren wird die Einwohnerzahl von Chanteloup-en-Brie weiterhin stark ansteigen, da die Gemeinde Teil des Neubaugebietes Val de Bussy im 3. Sektor der Ville nouvelle Marne-la-Vallée ist.

## Sehenswürdigkeiten

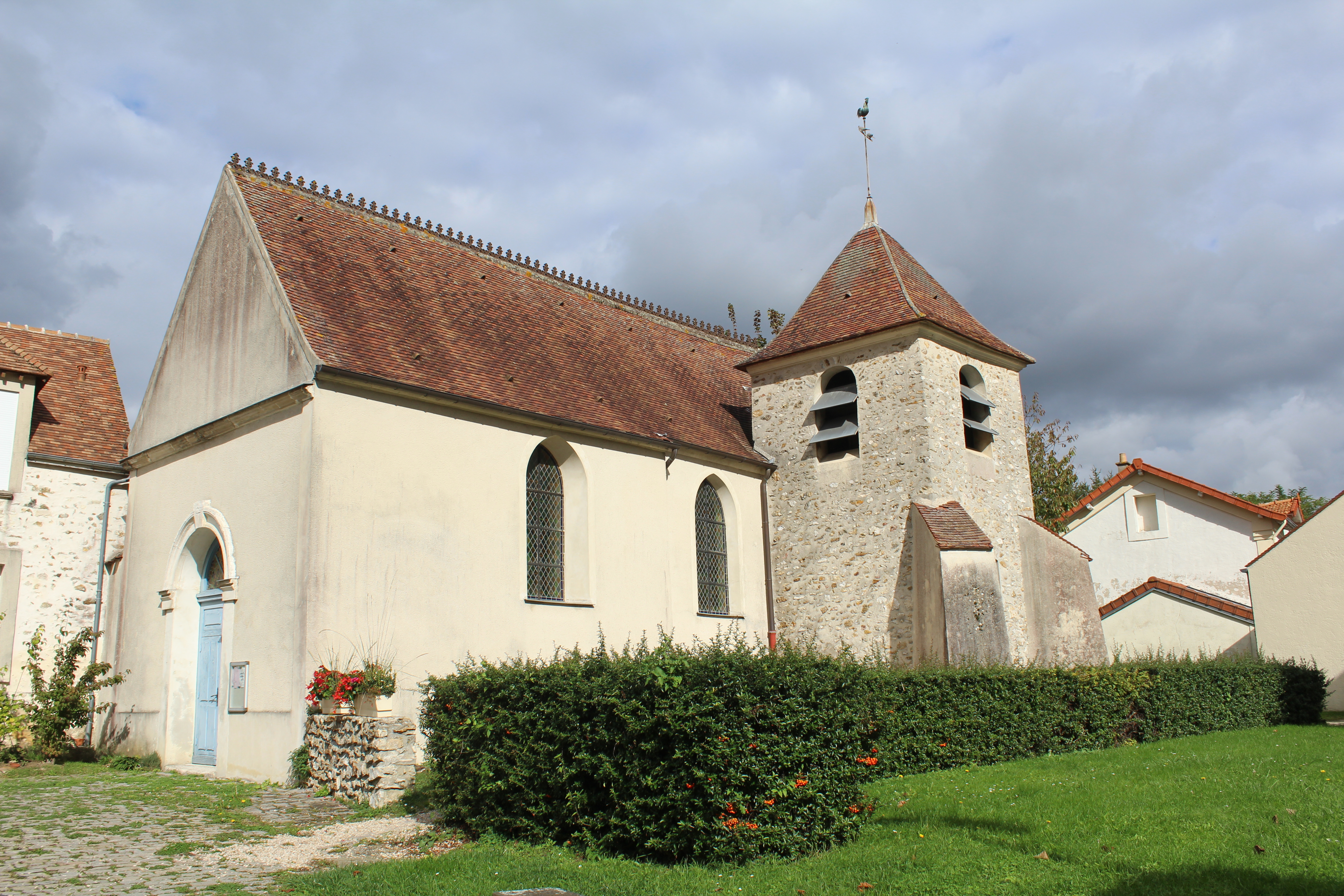
Kirche St-Eutrope-St-Sauveur

Siehe auch: Liste der Monuments historiques in Chanteloup-en-Brie
- Kirche St-Eutrope-St-Sauveur, erbaut im 17. Jahrhundert
- Schloss Fontenelle, erbaut im 19. Jahrhundert

## Persönlichkeiten
- Henri Cartier-Bresson, hier geboren